# Alessandro Donati
Pour les articles homonymes, voir Alessandro Donati (jésuite) et Donati.
Alessandro Donati (né le 8 mai 1979 à Atri, dans la province de Teramo, dans la région des Abruzzes) est un coureur cycliste italien, devenu ensuite directeur sportif.

## Palmarès
- 1998
  - 2e du Trophée Matteotti espoirs
- 2002
  - 3e étape du Giro della Provincia di Cosenza
  - Coppa Messapica
- 2003
  - Mémorial Nico Torresi
  - Coppa San Sabino
  - Coppa Papà Espedito
  - Circuito di Tuoro
  - 3e du Trofeo Gruppo Meccaniche Luciani
  - 3e de la Coppa Ciuffenna
  - 3e de la Coppa Messapica
- 2008
  - 3e du Giro del Medio Brenta

## Résultats sur les grands tours

### Tour d'Italie
2 participations
- 2009 : 109e
- 2010 : 75e

## Classements mondiaux
| Année           | 2006 | 2007 | 2008 | 2009 | 2010 | 2011 |
| --------------- | ---- | ---- | ---- | ---- | ---- | ---- |
| UCI Asia Tour   |      | 139e |      |      |      |      |
| UCI Europe Tour | 829e |      | 628e | 968e | 663e | 630e |